# Luchthaven Voinjama
Luchthaven Voinjama (IATA: VOI, ICAO: GlVA) is een luchthaven in de stad Voinjama, Liberia.